# جورج انگلمان
جورج انگلمان (انگلیسی: George Engelmann؛ ۲ فوریه ۱۸۰۹ – ۴ فوریه ۱۸۸۴) یک دانشمند در زمینه گیاه‌شناسی اهل ایالات متحده آمریکا بود. او در توصیف گیاگان غرب آمریکای شمالی مؤثر بود ولی زیاد شناخته شده نیست. او به ویژه در کوه‌های راکی و مکزیک شمالی فعال بود.